# Nošpal
Nošpal (makedonska: Nošpal, Ношпал) är en ort i Nordmakedonien. Den ligger i kommunen Mogila, i den södra delen av landet, 90 km söder om huvudstaden Skopje. Nošpal ligger 587 meter över havet och antalet invånare är 545.